# Raphael Mahler

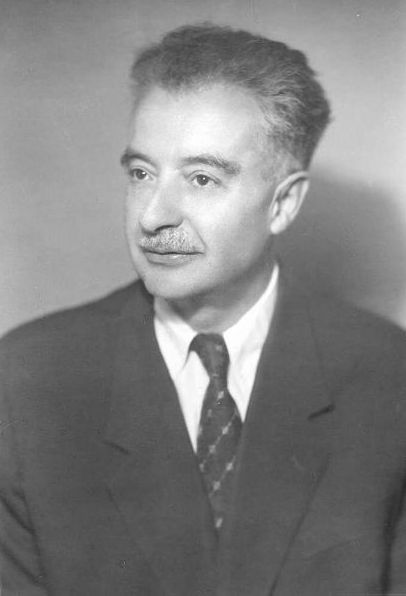
Raphael Mahler

Raphael Mahler (ur. 1899 w Nowym Sączu, zm. 1977 w Tel Awiwie) – żydowski historyk i publicysta pochodzenia polskiego.

## Życie i działalność polityczna
Do 15. roku życia uzyskał pełne wykształcenie w zakresie edukacji tradycyjnej szkoły jesziwy.
Ukończył Liceum Ogólnokształcące w Krakowie, był studentem, gdzie uczęszczał na zajęcia z historii i filozofii, oraz gdzie kontynuował talmudyczne studia na Seminarium Rabinicznym w Wiedniu. Obronił doktorat w 1922 roku pisząc pracę na temat problemów socjologicznych, oraz przeszkód związanych z nimi na drodze rozwoju. Po obronie dyplomu wrócił do Polski, gdzie nauczał historii w żydowskiej szkole średniej, będąc jednocześnie członkiem ruchu syjonistycznego, zrzeszającego żydów promujących badania na temat historii i kultury żydowskiej – Po’ale Tsiyon.
Wraz z Emanuelem Ringelblumem założył Żydowskie Koło Młodych Historyków związanych ściśle z powstaniem Sekcji Historycznej YIVO, w co Mahler zaangażowany był zarówno jako naukowiec, ale także edytor. Był nauczycielem w Warszawie. Od 1935 r. współtwórca pisma „Junger Historiker”, członek komitetu doradczego Jad Waszem. Konsekwentny zwolennik materializmu historycznego, zajmował się
samorządem żydowskim w Polsce w XVIII w., oraz ruchami społeczno-kulturowymi, zwłaszcza chasydyzmem i haskalą. W 1937 roku Mahler wyemigrował do Stanów Zjednoczonych, gdzie nauczał w Nowojorskim Kolegium Żydowskich Nauczycieli, oraz w YIVO.
Oprócz tego zajmował się również pisaniem szerokiego zakresu publikacji. W 1950 roku przeniósł się do Izraela, gdzie wykładał żydowską historię gospodarczą w Wyższej Szkole Prawa i Ekonomii w Tel Awiwie, przed wstąpieniem na wydział Uniwersytetu Tel Awiw w 1959 r. W 1977 r., otrzymał nagrodę Izraela za wybitny wykład, za sprawą którego zostały uznane stypendia żydowskie.
Aktywny działacz polityczny. Działał w lewicy Izraela, partii Mapam. Był zwolennikiem doktryny marksistowskiej, podkreślał znaczenie ekonomii i konfliktów społecznych w zakresie rozumienia żydowskiej historii.

## Twórczość
Mahler pisał o historii Żydów polskich, autonomii miejskiej Żydów w XVIII wiecznej Polsce, Karaitach i ruchach chasydyzmu, historiografii żydowskiej i haskali. Mahler starał się zastosować pojęcia materializmu dialektycznego i konfliktu klas, połączonych wraz z badaniami nad mnogością źródeł, co miało zapewnić uzyskanie realistycznego portretu dynamicznych zmian na tle historycznej przeszłości Żydów. Jego obszerne prace zostały wydane w kilku językach, m.in. jidysz, polskim, hebrajskim, niemieckim i angielskim.

### Najważniejsze dzieła
- Di Yidn w amolikn Poyln (Żydzi w dawnej Polsce, w Yidn Di w Poyln, 1946);
- Ha-Kara’im (Gözleve, 1946);
- Yidn w amolikn Poyln w likht fun tsifern (Żydzi w dawnej Polsce w świetle statystyki, 1958);
- Ha-Ḥasidut Bavaria haskala (dzieje chasydyzmu i haskali; 1961);
- Yehude Polin ben shete milḥamot ha-'olam (Żydzi w Polsce na przestrzeni dwóch wojen światowych; 1968). Magnum Opus Mahlera pozostało niedokończone;
- Divre Yeme Yisra’el: Dorot aḥaronim (historia narodu żydowskiego w czasach nowożytnych, 1952 – 1979), z których siedem tomów zostało opublikowane w jidysz i hebrajskim.

### Publikacje
Bibliografia publikacji Raphaela Mahlera, skompilowana dla Euroleksykonu (1974), zatytułowana „Sefer Rafa’el Mahler”, zawiera ponad 500 publikacji. W okresie pobytu w Nowym Jorku, powstały prace z zakresu badań syjonistycznego podłoża historycznego w Ameryce, oraz kontynuacji odrodzenia ruchu. Jego dzieła to kombinacja intensywnego treningu nad studium w zakresie literatury rabinicznej, oraz nowoczesnych metod naukowych z zakresu historii, socjologii, ekonomii i demografii, co pozwoliło mu na dotarcie do różnorodnych źródeł i tematów badań, począwszy od stosunku średniowiecznych żydów względem mesjanizmu, przez przekształcenia w strukturach życia społecznego Żydów na przestrzeni wieków, aż do kulturalnego i gospodarczego rozwoju państwa, oraz społeczności żydowskiej w okresie ery nowożytnej.
- Raphael Mahler, „A History of Modern Jewry”, 1780–1815 (New York, 1971);
- Raphael Mahler, „Hasidism and the Jewish Enlightenment: Their Confrontation in Galicia and Poland in the First Half of the Nineteenth Century”, trans. Eugene Orenstein, Aaron Klein, and Jenny Machlowitz Klein (Philadelphia, 1985),
- Połomski Łukasz, „Nowosądeckie rodowody historyków: Ringelblum – Eisenbach – Mahler” Kwartalnik Historii Zydów, 256 (2015) 587-598